# Acalolepta mutans
Acalolepta mutans är en skalbaggsart som först beskrevs av Stefan von Breuning 1938.  Acalolepta mutans ingår i släktet Acalolepta och familjen långhorningar.
Artens utbredningsområde är Tibet. Inga underarter finns listade i Catalogue of Life.